# Vicariato della Valpolicella
Il Vicariato della Valpolicella fu una entità amministrativa nata sotto la Repubblica di Venezia a seguito della dedizione di Verona a Venezia del 1405, comprendente i territori valpolicellesi che già costituivano la Contea della Valpolicella istituita nel secolo precedente dagli Scaligeri.
Per tutta la sua esistenza, il Vicariato poté godere di un vantaggioso sistema fiscale, di un'autonomia amministrativa e di alcuni privilegi, come poter eleggere da sé il proprio vicario. Tali concessioni vennero fatte sia in virtù della ricchezza del territorio, sia per l'esigenza di poter contare sulla sua fedeltà essendo terra di confine. Nel corso dei quattro secoli di vita dell'ente, il territorio poté prosperare, come testimoniano le numerose ville venete che qui vennero edificate, e fu solo marginalmente sfiorato dagli eventi bellici che si susseguirono nei territori vicini. Anche le fasce più deboli godettero di una relativa agiatezza, se paragonate alla media del tempo, ma non mancarono epidemie e casi di malnutrizione. L'aumento demografico fu pressappoco costante, esclusi gli anni in cui la regione fu interessata da epidemie di peste eccezionali, come quella del 1630 che causò la morte dei due terzi degli abitanti.
A capo del Vicariato vi era un vicario eletto annualmente tra i cittadini patrizi di Verona, che si insediava il primo giorno di febbraio, dopo una processione che partiva da porta San Giorgio a Verona. Nel suo ufficio era coadiuvato, tra gli altri, da due nodari, da un sindico e da quattro ufficiali. Il governo era retto dal Consiglio dei Diciotto, questo eletto per tre anni. Inizialmente il Vicariato non ebbe una sede ben definita, ma dal 1452 in poi è certo che fu stabilita nella Domus Valli Pulicelle a San Pietro in Cariano.
Con la caduta definitiva della Repubblica di Venezia e la successiva pace di Presburgo, il 1º maggio 1806 il Veneto tornò sotto il dominio dei Francesi che abrogarono i vicariati, compreso quello della Valpolicella. Insieme a esso scomparvero le autonomie e i privilegi di cui il territorio aveva beneficiato per oltre quattro secoli.

## Fonti
|  | Per approfondire, leggi il testo Ordini, e Consuetudini, che si osservano nell'Offitio del Vicariato della Valpolicella, 1731. |

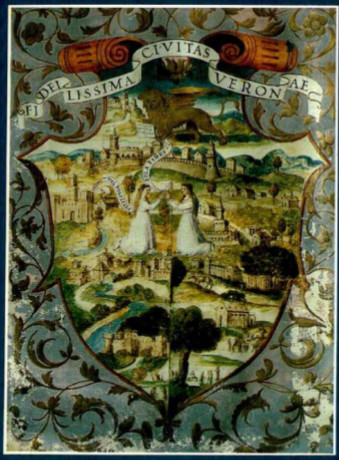
Miniatura presente nel saggio Privilegia et iura Communitatis et Hominum Vallis Pulicellae.

Vi sono diverse fonti primarie che permettono di ricostruire l'organizzazione amministrativa e giudiziaria del Vicariato della Valpolicella. Una delle più importanti è il saggio Privilegia et iura Communitatis et Hominum Vallis Pulicellae del giurista negrarese, nonché poeta, Giangiacomo Pigari. Pubblicato nel 1588, in esso l'autore propone una dettagliata analisi del Vicariato attraverso una raccolta di tutto il materiale giuridico preesistente organizzandolo per materia. Il testo è accompagnato da una dedica al vicario Orazio Marani, oltre che da un carme dal titolo Ad Nimphas Pulcellidas. Al suo interno vi è anche una pregevole miniatura tradizionalmente attribuita al pittore Giovanni Caroto, nonostante vi siano dubbi a proposito.
Un'altra fonte primaria è una raccolta di regole e istituti chiamata Ordini, e Consuetudini, che si osservano nell'Offitio del Vicariato della Valpolicella. Ne sono state prodotte quattro edizioni con gli aggiornamenti sopravvenuti negli anni 1635, 1676, 1678 e, infine, 1731.
Presso l'Archivio di Stato di Verona è conservato l'originale fondo archivistico del Vicariato. Sostanzialmente in buone condizioni, è comunque privo dei documenti relativi al XV secolo, probabilmente perché in quei primi anni non era ancora stata scelta una sede fissa per l'istituzione. I primi atti disponibili, sebbene cronologicamente frammentari, risalgono al 1491.
Inoltre, le notizie sull'organizzazione ecclesiale e sullo stato di chiese e parrocchie del territorio sono ricostruibili attraverso i resoconti delle visite pastorali condotte nella valle dai vescovi veronesi Ermolao Barbaro (metà del XV secolo) e di Gian Matteo Giberti (XVI secolo).

## Storia

### Le origini: la Contea della Valpolicella

Stemma degli Scaligeri. Furono i signori di Verona a fondare la contea della Valpolicella che venne governata da Federico della Scala.

Terminato il sanguinoso dominio di Ezzelino III da Romano, la città di Verona nominò nel 1259 Leonardino della Scala come suo podestà e, l'anno successivo, capitano del popolo. Fu l'inizio della signoria cittadina degli Scaligeri.
Negli anni successivi i della Scala ampliarono notevolmente i loro possedimenti, raggiungendo la massima estensione con Cangrande che arrivò a governare su quasi l'intero odierno Veneto, parte dell'Emilia-Romagna e della Lombardia. Conseguentemente alla potenza acquisita, gli Scaligeri si trovarono spesso a confrontarsi con lotte interne e con gli avversari della fazione guelfa.
A partire dal 1276 la Valpolicella, allora divisa in diverse feudalità, si trovò quindi sotto il dominio degli Scaligeri divenendo parte dei sette "Colonelli" in cui era diviso il Distretto di Verona, ovvero: Gardesana, Montagna, Valpantena, Tione, Zosana, Fiumenovo e, appunto, Valpolicella, ognuno dei quali governato da un diverso apparato. Nel 1311 la Vallis Pulicella guadagnò ulteriore autonomia, sia in campo amministrativo che giudiziario, grazie al riconoscimento del rango di contea.
Molti dei feudi valpolicellesi confiscati ai Sambonifacio, nemici guelfi degli Scaligeri, vennero affidati a Federico della Scala, in quel momento podestà di Verona. Essi comprendevano le località di Volargne, la Chiusa di Ceraino, Ponton (che vantava un porto sul fiume Adige) e Marano con il suo castello. Federico, convintissimo sostenitore dell'Imperatore Arrigo VII, ricevette l'11 febbraio 1311 da quest'ultimo la conferma dei suoi poteri su questi feudi, mentre il 15 settembre dello stesso anno gli venne concesso il dominio su pressappoco tutto il territorio dell'odierna Valpolicella.
Insediatosi nel castello di Marano che aveva fatto nel frattempo restaurare e fortificare, Federico iniziò ad amministrare la contea coadiuvato dal nobile Ottonello da Ponton. Il 24 gennaio 1314 i due signori stipularono un trattato che regolava i rapporti tra la contea e la città di Verona a tutela dei reciproci interessi.
Dopo aver partecipato ad una fallita congiura ai danni di Cangrande della Scala, signore di Verona, Federico cadde in rovina tanto da essere costretto, il 14 settembre 1325, a riparare a Trento in esilio. Con la sua fine, terminò anche l'esperienza della Contea della Valpolicella e i suoi territori vennero inglobati nel Distretto di Verona, perdendo parzialmente la loro indipendenza.

### L'arrivo della Repubblica di Venezia

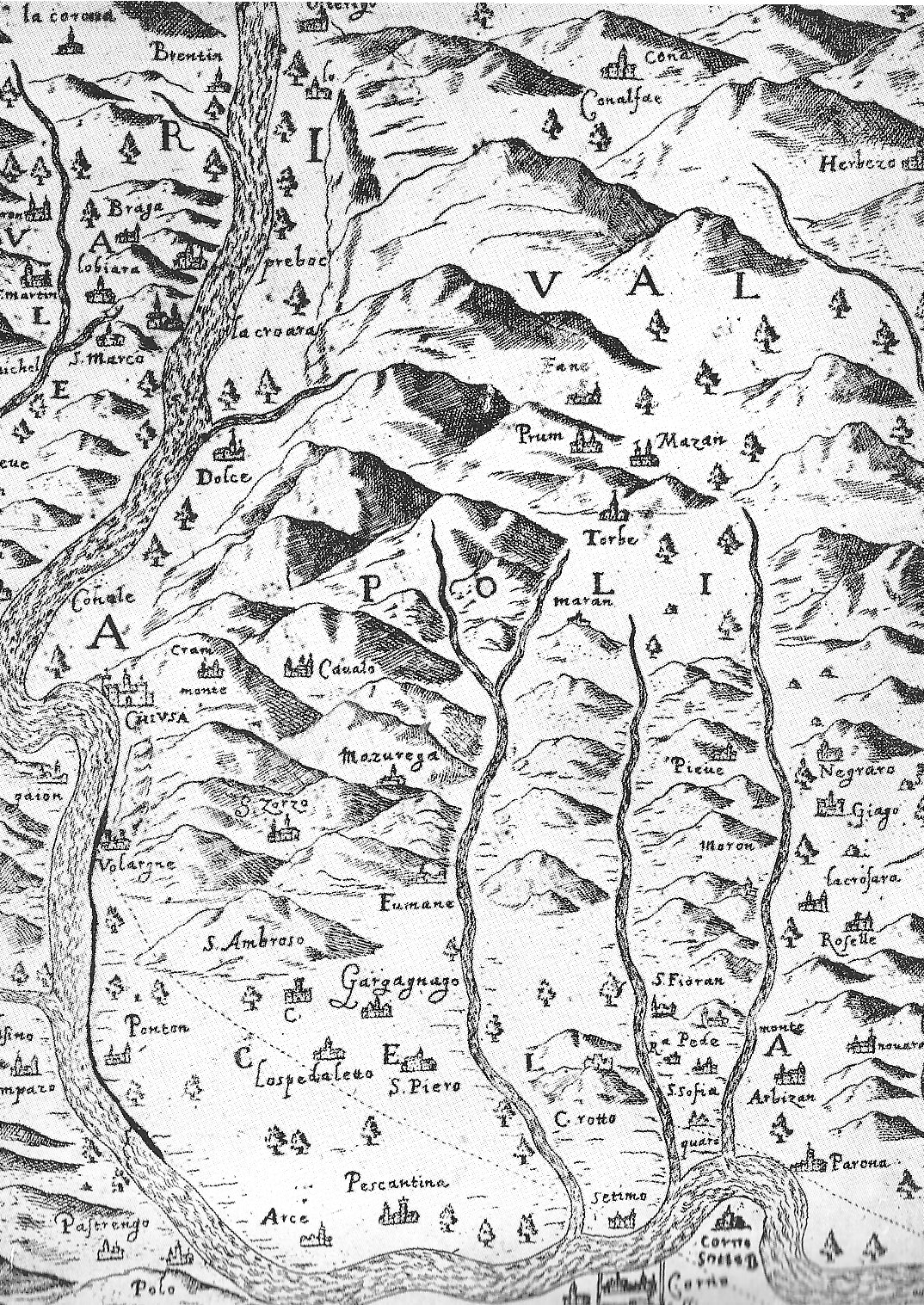
Mappa del 1625 raffigurante la Valpolicella, realizzata da Giovanni Nacchio.

Con Antonio della Scala cadde la signoria degli Scaligeri e il 20 ottobre 1388 ebbe inizio il dominio visconteo di Gian Galeazzo Visconti, durante il quale la Valpolicella tornò a essere un Colonello; le vennero comunque concesse alcune agevolazioni fiscali e una parziale indipendenza di governo. Con la morte di Gian Galeazzo (1402) cadde anche la Signoria Viscontea in Verona e il potere passò brevemente a Francesco da Carrara. Approfittando del malcontento dei veronesi verso il nuovo signore e dei continui disordini in città, l'esercito della Repubblica di Venezia, aiutato in parte dal popolo, entrò a Verona e mise in fuga i carraresi.
Col passaggio sotto il dominio veneziano, seguito dalla dedizione di Verona a Venezia del 24 giugno 1405, la Valpolicella divenne vicariato. Con una bolla d'oro emessa il 16 luglio 1405 vennero confermati i precedenti confini e tutti i diritti già acquisiti a cui se ne aggiunsero di nuovi, tra cui quello di poter nominare autonomamente il proprio vicario. Tuttavia, perché si arrivasse ad uno stabile assetto dovettero passare alcuni anni, necessari per superare alcune delle antiche consuetudini feudali che ancora si osservavano. Si ritiene che il primo vicario che abbia governato sulla Valpolicella sia stato Francesco Brognolino, eletto per l'anno 1414, ma vi è la certezza dei nomi solo a partire dal 1420 con il vicario Ruffino Campagna.
Tra gli altri vicariati in cui era diviso il territorio veronese, quello valpolicellese fu quello che godette per tutta la sua storia di una maggiore autonomia e un migliore contesto economico e sociale. Anche per estensione territoriale il Vicariato valpolicellese primeggiava con gli altri sebbene gli esatti confini, oggetto di continue controversie con gli Asburgo d'Austria, furono stabiliti con esattezza solo nella metà del XVIII, quando venne sottoscritto il Trattato sopra le differenze de' confini da Francesco Morosini per la Repubblica e da Paride Wolkenstein per l'Austria; il documento venne poi pubblicato a Rovereto il 5 settembre 1753. Oltre 100 cippi vennero posti a indicare il confine a nord; esso iniziava dalla sponda sinistra dell'Adige a nord di Ossenigo per poi salire al Corno d'Aquilio e arrivare al Dosso Sparvieri sull'altopiano lessinico dopo aver attraversato il Passo delle Fittanze, Castelberto e Podesteria.

### I quattro secoli sotto la Serenissima

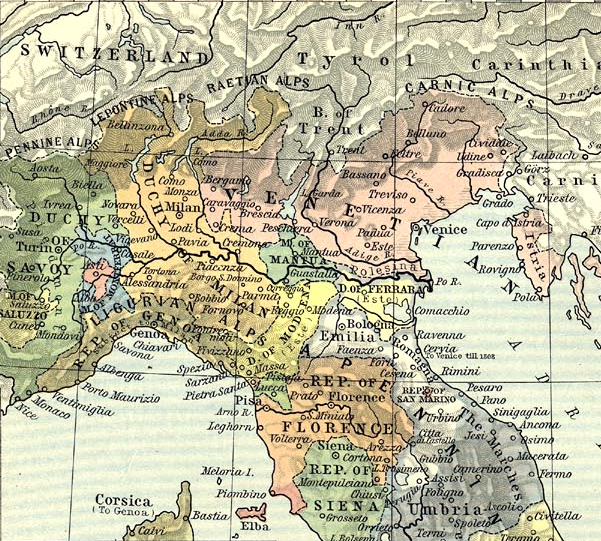
L'Italia settentrionale nel 1494, poco prima della guerra della Lega di Cambrai.

Durante tutto l'arco della dominazione veneziana la Valpolicella attraversò un periodo di particolare splendore, testimoniato anche dalle numerose ville venete che vennero costruite come dimora di campagna delle ricche famiglie patrizie veronesi, che qui si recavano in villeggiatura o per seguire i propri possedimenti terrieri.
Nonostante fosse territorio di confine, in quei quattro secoli la Valpolicella non fu mai teatro di eventi bellici cruenti, se non in rare eccezioni. Nel 1509, nel contesto della guerra della Lega di Cambrai, l'imperatore Massimiliano I d'Asburgo attraversò con le sue truppe la Valpolicella alla volta della conquista di Verona, senza però provocare alcun particolare problema. Diversamente, sette anni più tardi, le stesse truppe in ritirata verso nord si abbandonarono a saccheggi e violenze.
Le terribili guerre di religione del XVI-XVII secolo, come la guerra dei trent'anni, non coinvolsero direttamente la Valpolicella, ma la popolazione dovette affrontare le catastrofiche epidemie portate dai soldati e favorite dalle cattive condizioni igienico-sanitarie che affliggevano i ceti più poveri. La malnutrizione agevolò il diffondersi tra i contadini di malattie come la pellagra, che solo l'introduzione in agricoltura del granoturco poté arginare. Come in quasi tutta Europa anche in Valpolicella infuriò la peste del 1630, uccidendo circa i due terzi dell'intera popolazione.
Benché Venezia si fosse dichiarata neutrale, la guerra di successione spagnola portò sul suo territorio dure battaglie. Anche se fortunatamente la popolazione non subì particolari danni, la Valpolicella fu protagonista di una importante operazione militare: nel 1701 il principe Eugenio di Savoia, nel tentativo di aggirare le truppe francesi comandate da Nicolas de Catinat, asserragliate sulle pendici del Monte Baldo per sbarrargli la strada verso sud, condusse il suo esercito da Ala verso le alture dei Lessini, raggiungendo il 5 giugno Verona attraverso le strade della Valpolicella.

### Il tramonto del Vicariato

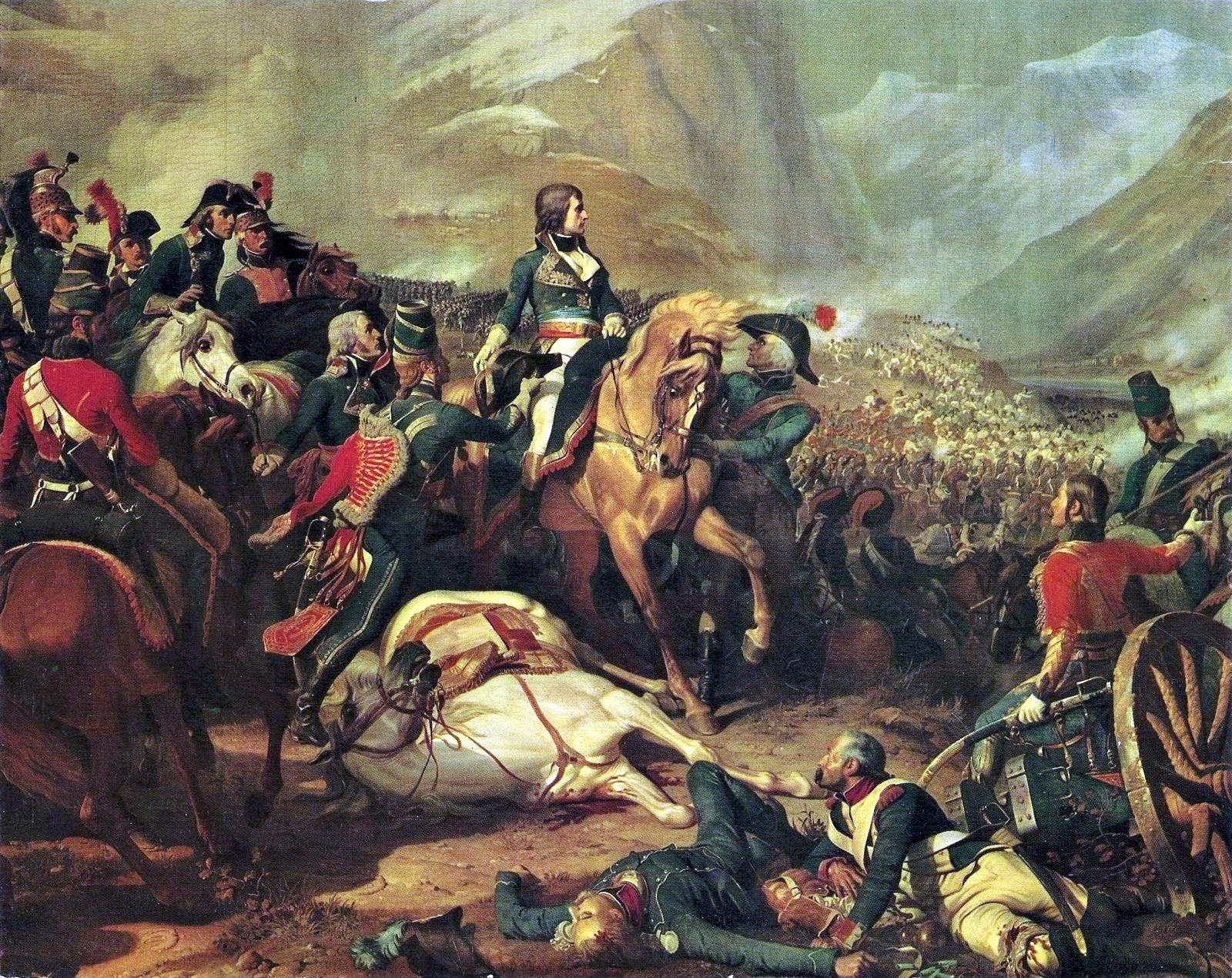
La battaglia di Rivoli, a seguito della quale i francesi divennero padroni dell'Italia settentrionale.

Nel 1796, durante la prima campagna d'Italia le armate napoleoniche conquistarono Verona, ponendo anche la Valpolicella sotto il proprio dominio. Nonostante il governo provvisorio francese volesse apparire come promotore di libertà e continuità, la realtà si dimostrò ben diversa, condannando le istituzioni veneziane a incamminarsi verso un inesorabile declino. Il 17 aprile 1797 vi fu una ribellione, passata alla storia come "Pasque veronesi", a cui presero parte molti nobili e popolani valpolicellesi. Dopo pochi giorni la rivolta venne soffocata nel sangue; il solo paese di Pescantina vide l'uccisione di ben diciotto dei suoi abitanti che avevano tentato di difendere le proprie barche dai soldati francesi che volevano impossessarsene.
Con il trattato di Campoformio del 1797, con cui si decretava la scomparsa della Repubblica di Venezia, venne soppresso anche il secolare Vicariato della Valpolicella, tuttavia brevemente ristabilito in seguito alla successiva cessione del Veneto agli austriaci. Infatti, questi presero provvedimenti affinché «venissero integralmente eseguite le Leggi vigenti all'epoca del primo gennaro 1796, riguardante il buon governo ed economia delli comuni...».
Con la pace di Presburgo del 26 dicembre 1805, che per i territori posti alla sinistra dell'Adige entrò in vigore solo a partire dal 1º maggio dell'anno successivo, il Veneto tornò nuovamente sotto il controllo dei francesi che abrogarono definitivamente tutti i vicariati. Scomparve in tal modo e per sempre anche il Vicariato della Valpolicella, così come scomparirono i privilegi e l'autonomia di cui la valle aveva potuto beneficiare per oltre quattro secoli.

## Organi e istituzioni

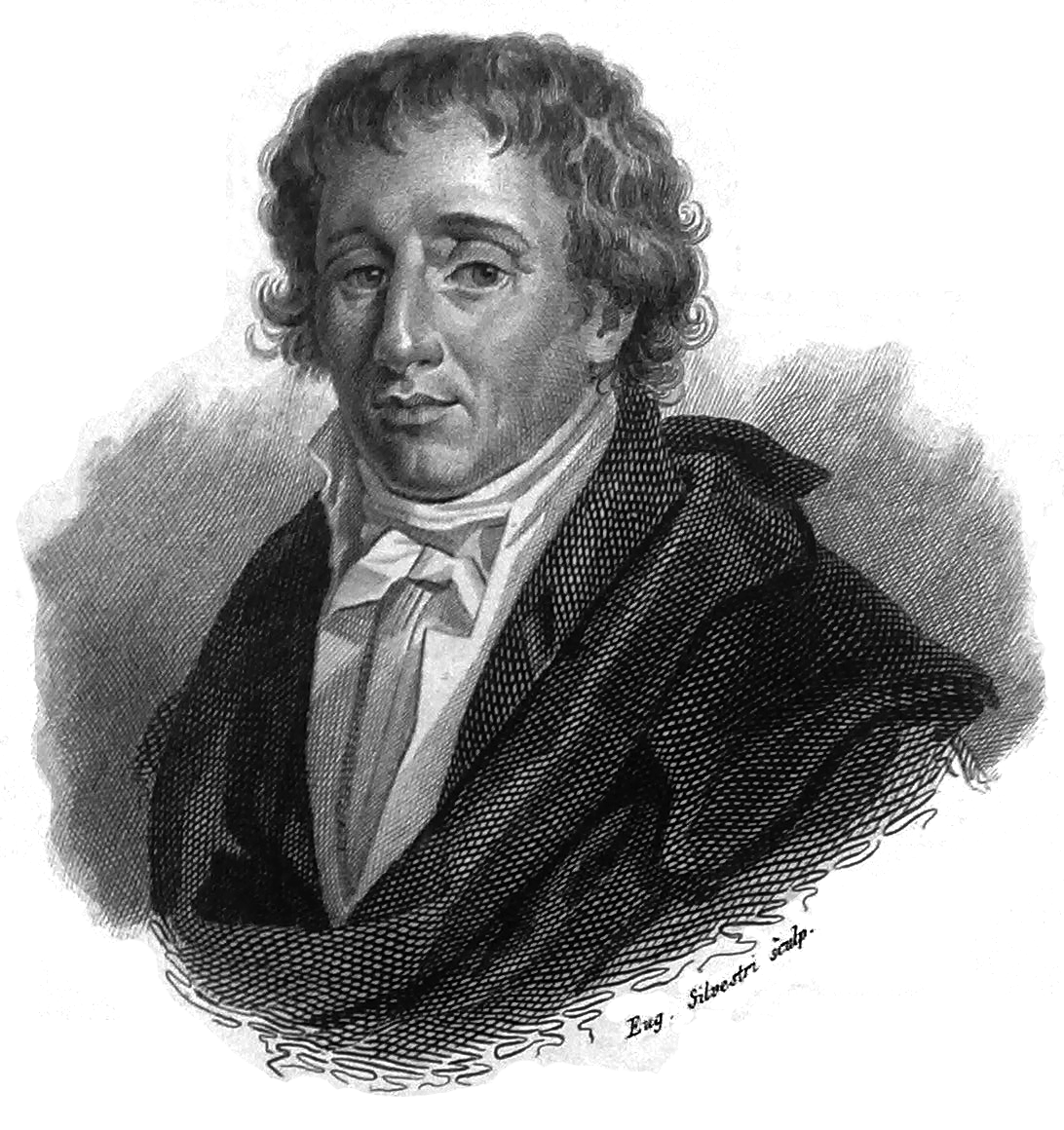
Ippolito Pindemonte, uno degli ultimi vicari della Valpolicella.

Vicario
Era la massima autorità della Valpolicella. Rimaneva in carica per un anno e veniva eletto tramite un ballottaggio ("ballottazione") che si teneva poco prima di Natale presso la sede di San Pietro in Cariano. La nomina veniva proposta dal Sindico, dal Consiglio dei Diciotto, da tutti i Massari della Valle e dal vicario in carica che aveva il privilegio di poter votare due volte. La carica doveva essere ricoperta da cittadini nobili di Verona, spesso appartenenti a casate con possedimenti o interessi nella Valle.
Una volta eletto, entro gennaio si recava accompagnato dal Sindico e da sei Consiglieri dal Podestà di Verona a prestare giuramento «di fedeltà e obbedienza a Venezia, di amministrare equamente la giustizia, di osservare gli "Ordini e Privilegi della Valle"». Entrava quindi in carica il secondo giorno di febbraio, dopo una sfarzosa e particolarmente organizzata cerimonia: la corte del neoeletto partiva dalla porta San Giorgio di Verona per poi raggiungere la sede di San Pietro in Cariano, dove il vicario uscente gli consegnava la bacchetta del comando e l'insegna della valle. Infine, tutti si recavano alla chiesa di Santa Maria a Ospedaletto di Pescantina per assistere alla cerimonia religiosa di inaugurazione seguita da un sontuoso banchetto. Infine, il corteo faceva ritorno a Verona attraverso porta San Zeno.
Molteplici erano i suoi compiti: due volte alla settimana decideva le cause, fino alla seconda istanza, sia civili che penali; controllava scorte e prezzi dei beni; presiedeva il Consiglio dei Diciotto; coordinava le attività amministrative; eseguiva gli estimi. Egli si doveva recare al proprio ufficio tutti i martedì e i venerdì, ma erano previsti giorni di ferie e periodi di sospensione dall'attività, ad esempio durante la vendemmia. Per i suoi servizi veniva ricompensato con cinquanta ducati, mentre per ogni estimo prendeva una gazeta.
Nodari
Contribuivano all'amministrazione della giustizia con funzioni di segreteria. Ve ne era uno dedicato alle cause civili, detto il Nodaro del civile, e uno conosciuto come il Nodaro del quasi maleficio per quelle penali. Si occupavano, quindi, di registrare le accuse, le querele, le denunce e le condanne emesse dal vicario. Il secondo inoltre seguiva le cause per i danni dovuti alle strade danneggiate e alla divisione dei pegni. I due nodari accompagnavano il vicario quando si muoveva per gli estimi, uno per la metà dei comuni e l'altro per l'altra metà.

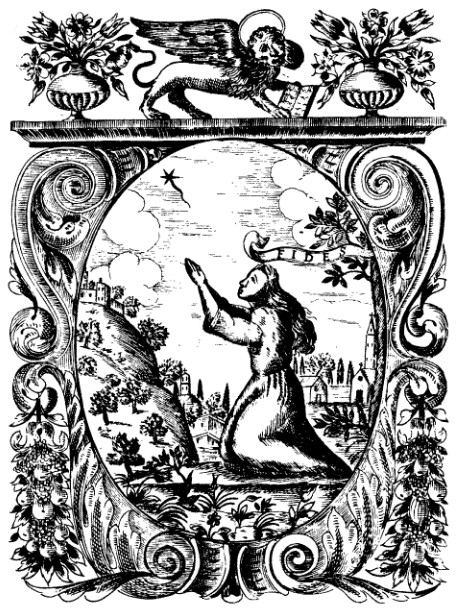
Copertina di Ordini, e Consuetudini, che si osservano nell'Offitio del Vicariato della Valpolicella, dove sono descritte tutte le cariche istituite nel Vicariato.

Sindico
Per occupare tale carica era necessaria l'esperienza di almeno tre anni nel Consiglio di Valle, avere un'età maggiore di trent'anni ed esser «huomo discreto, prudente, di sufficiente esperienza nelle cose e di buona condizione e fama». Veniva eletto dagli stessi elettori del vicario e nel medesimo giorno, ma rimaneva in carica tre anni con la possibilità di rielezione. Egli rappresentava e difendeva gli interessi della Valpolicella e per espletare al meglio tale compito era tenuto, pena sanzioni, a «mantenere un cavallo in sella per tutte le occorrenze della valle» dovendo spesso recarsi a Verona all'Ufficio del Territorio. Il suo compenso era fissato dal vicario.
Esattore
Doveva essere scelto tra le persone di «ottima condittione e fama» e veniva nominato contestualmente al vicario. Riscuoteva le tasse e imposte, oltre a effettuare pagamenti per conto del Consiglio o del vicario.
Deputato dei conti
Veniva eletto con le medesime modalità dell'esattore. Redigeva i bilanci e teneva la contabilità a chi gliene avesse fatto richiesta.
Quattro ufficiali
Erano incaricati di molte mansioni, tra cui seguire l'ufficio dei pegni. Erano obbligati a risiedere in Valpolicella e prima di assumere la carica dovevano giurare fedeltà al vicario o al nodaro.
Consiglio dei diciotto
Venivano eletti il primo giorno di settembre da tutte le autorità, a cui era precluso votare propri parenti. Ogni anno ne entravano in carica sei che, dopo aver giurato sulla Bibbia, rimanendo in servizio per tre anni. La loro principale funzione era coadiuvare il vicario nel governo della Valle. Per ogni seduta del consiglio di valle a cui partecipavano venivano ricompensati con tre troni.
Massar dei pegni
La nomina proveniva dal vicario e successivamente posta all'approvazione del Consiglio dei Diciotto. L'incarico era annuale e consisteva nel gestire una sorta di monte di pietà.

## Privilegi
Fin da quando venne istituita la contea in età scaligera, i valpolicellesi poterono contare su alcuni privilegi, successivamente confermati ed estesi durante l'epoca del Vicariato sotto la Serenissima. Questa favorevole situazione può essere spiegata dal fatto che la valle era terra di confine e dunque era necessario, per il governo di Venezia, assicurarsi la fedeltà degli abitanti per la custodia di zone strategiche, come la chiusa di Ceraino o i passi montani di frontiera con il Trentino. Una fedeltà che non venne mai meno in tutta la storia del Vicariato, tanto che durante la guerra veneto-viscontea del 1439 il vicario Jacopo da Marano dimostrò «incorrotta fedeltà e verginale omaggio».
Tra i privilegi più importanti vi furono dazi ridotti sul vino e sul bestiame, facilitazioni nell'importazione di sale ed esenzione da alcune tasse. Uno dei privilegi più importanti fu quello di poter eleggere autonomamente il proprio vicario, differentemente a ciò che avveniva negli altri vicariati dove veniva imposto dal governo di Verona. Inoltre, il vicario e il Consiglio dei Diciotto rispondevano direttamente ai rettori veneziani e non a quelli veronesi. Il Vicariato valpolicellese era esonerato dal fornire truppe, seppur avesse l'obbligo di ospitare quelle in transito e di pagare eventuali tributi di guerra oltre che a contribuire alle fortificazioni della città di Verona. Essendo una zona di confine, per scoraggiare il contrabbando, gli abitanti della Valpolicella furono esentati dalle tasse sulla lana. Nonostante il fiume Adige scorresse per tutto il confine sud della Valle, il Vicariato della Valpolicella non fu tenuto a occuparsi delle riparazioni degli argini se non per sole 120 pertiche.

## Economia
L'economia del Vicariato della Valpolicella era prevalentemente rurale, con l'agricoltura come attività preponderante. Di norma, i campi venivano affidati a lavoranti del luogo attraverso una forma contrattuale detta "concessione livellatica" della durata di 10 anni rinnovabile, oppure per un periodo fisso di 29 anni. Secondo questo contratto, il proprietario aveva il diritto di riscuotere canoni sia in natura che in denaro dal conduttore. A questi, chiamati laboratores (lavoranti), sebbene liberi nella conduzione del fondo, ciò che rimaneva era al limite della propria sussistenza. In epoca successiva venne introdotto il contratto di "lavorenzia", che prevedeva la costituzione di una società tra il proprietario del fondo e il lavoratore: il contadino metteva nell'impresa il suo lavoro e quello della propria famiglia, la controparte gli forniva il fondo, la stalla e l'abitazione. Il proprietario, poi, beneficiava di una cospicua parte dei prodotti oltre che del disporre del lavoratore per ulteriori compiti. Verso la fine della storia del Vicariato, si introdusse il contratto di "mezzadria". In alcune zone, in particolare in quelle collinari, erano più frequenti contratti parziali a breve scadenza. Oltre ai laboratores vi erano anche i bracenti (braccianti) pagati alla giornata e piccoli coltivatori proprietari denominati boari.

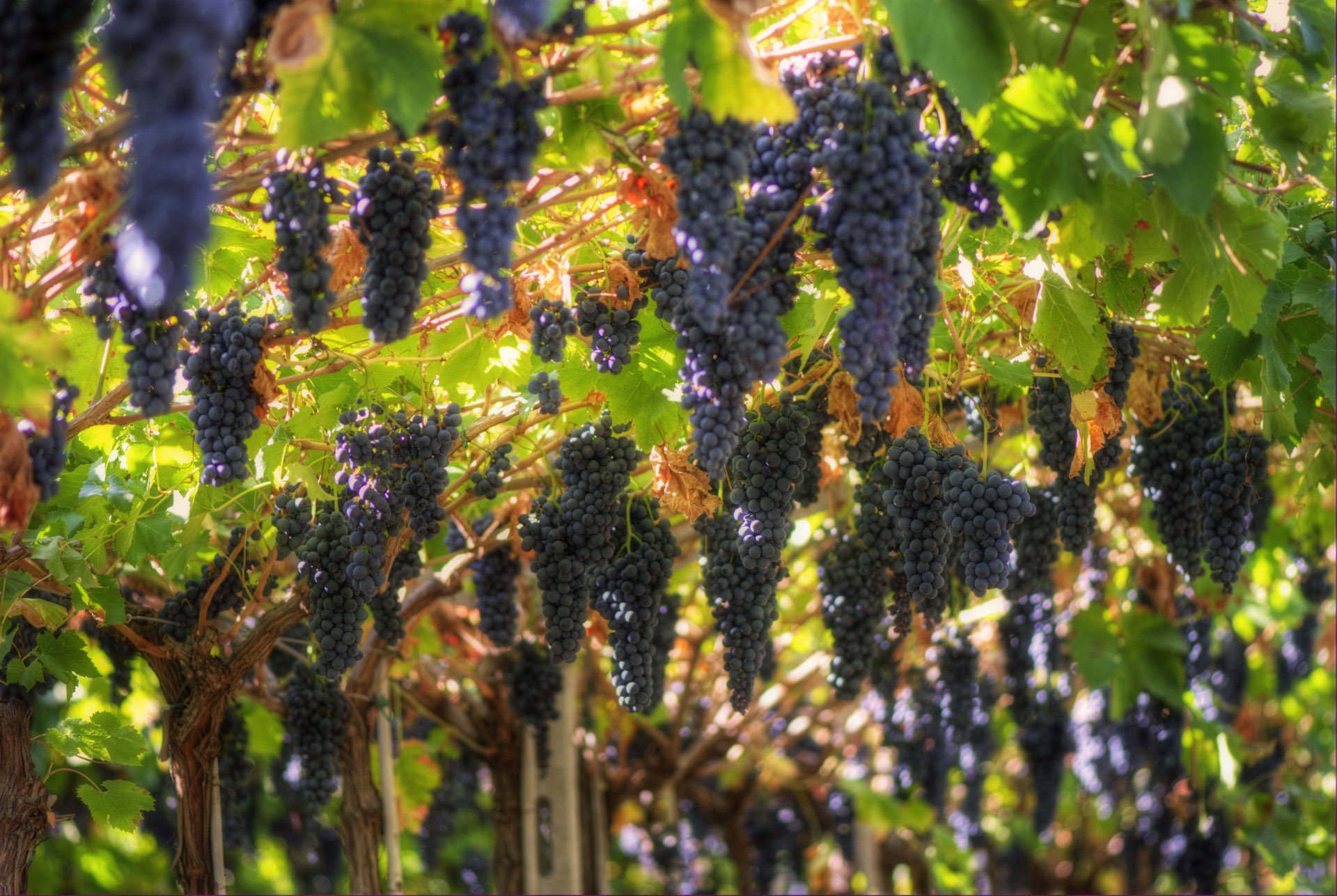
Grappoli d'uva in un vigneto valpolicellese. Fin dall'epoca dei romani, i vini che qui si producevano vantarono una grande considerazione. Tale tradizione continuò anche nell'era del Vicariato quando le attività agricole furono centrali per l'economia.

Nonostante alcune crisi che ciclicamente colpirono la zona, tra il XVI e il XVII secolo si registrò un costante sviluppo dell'attività agraria che continuò a rappresentare un'ottima fonte di reddito per i grandi proprietari fondiari. Principalmente l'interesse fu incentrato verso la coltivazione dei cereali e dell'uva, soprattutto nelle zone di pianura e delle prime colline, mentre l'allevamento e la pastorizia erano maggiormente frequenti nelle località montane o nelle colline più elevate. A metà del XV secolo, grazie all'impulso dato dai veneziani, l'attività di produzione della lana venne soppiantata dalla coltivazione del gelso per l'allevamento dei bachi da seta, una scelta che si dimostrò molto redditizia. Il governo della Serenissima, inoltre, introdusse la coltivazione del mais e, a partire dal XVII secolo, dei fagioli e della patata. Di importanza minore, ma comunque rilevante, la presenza di frutteti, in particolare di mele e pesche. Notevole spazio dovevano occupare anche i vitigni, presenti in Valpolicella fin dalla preistoria; a Castelrotto sono stati trovati, in prossimità di vestigia di antiche abitazioni risalenti all'età del ferro, vinaccioli appartenenti alla vitis vinifera. Con il passare dei secoli, la vocazione della Valpolicella per la produzione vinicola diverrà sempre più rilevante.

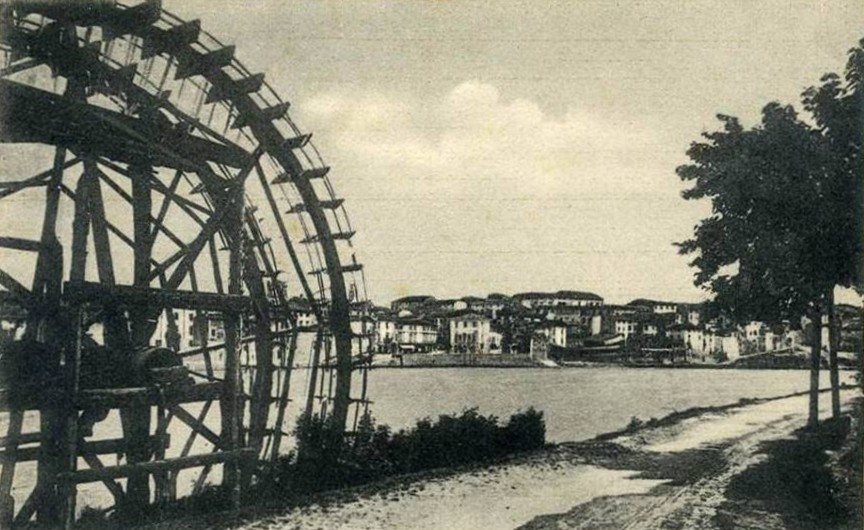
Ruota di mulino in Adige a Pescantina. Nell'epoca del Vicariato sorsero numerosi mulini che sfruttavano le acque torrentizie e del fiume Adige.

Sebbene l'agricoltura fosse la principale attività, nel Vicariato non mancarono artigiani come falegnami, macellai, fornai, carrettieri, maniscalchi e ricamatrici. La presenza di numerosi corsi d'acqua di natura torrentizia favorì la comparsa di molti mulini, in particolare nella zona a nord di Fumane e di Marano, ma anche le acque dell'Adige furono ampiamente utilizzate a questo scopo, da Ponton a Settimo di Pescantina.
A Sant'Ambrogio e a Negrar (celebri le cave di Prun) vi furono delle importanti attività di estrazione del marmo iniziate sin dai tempi dei romani. Con questi marmi vennero realizzate molte chiese di Verona, di Venezia e di altre città tra le più importanti d'Europa. Furono aperte, anche se con scarso successo, miniere di ferro e manganese; negli altopiani si produceva carbone da legna, mentre dai boschi si otteneva legname, sia da costruzione sia da ardere.

## Sistema tributario
Il sistema tributario in uso nel Vicariato della Valpolicella era assai complesso e spesso iniquo. Tasse e dazi erano le "imposte dirette", mentre le gravezze rappresentavano i tributi personali e venivano determinate tramite l'estimo. Quest'ultimo era lo strumento per determinare la capacità contributiva di ogni singolo contribuente (allibrato), ma per via di una ampia discrezionalità spesso era fonte di ingiustizie a favore delle classi più potenti.
Ogni allibrato della valle era elencato in un registro noto come Campione d'Estimo, con riportato il suo estimo calcolato sulla media di cinque stime e con l'esclusione di quella maggiore e quella minore. Il risultato costituiva il coefficiente attraverso il quale, mediante ulteriore passaggi, stabilire l'esatto tributo da versare.

## Società

### Vita sociale
La popolazione comune che abitava il Vicariato intorno al XV e XVI secolo viveva prevalentemente in povere abitazioni in legno con tetto di paglia, raggruppate in corti rurali e talvolta protette da una torre colombara in cui si custodivano le vettovaglie per proteggerle dal frequente brigantaggio. Nei secolo successivi, le corti rurali si ampliarono e gli edifici iniziarono a essere realizzati in muratura, mentre una recinzione migliorava la sicurezza. Le corti più prestigiose presentavano anche un'aia con casa padronale, una cappella, i caseggiati dei lavoranti, depositi, stalle, portici, fienile, pollaio, porcilaia e la sempre più comune torre colombara. Alcune corti erano talmente autonome da essere dotate di un forno per il pane, di un pozzo e di una cantina.
Nonostante la relativa ricchezza di questo territorio, le condizioni dei contadini rimasero misere. Gli interni delle case erano perlopiù costituiti da un grande stanzone utilizzato come soggiorno e cucina, a cui si aggiungeva una camera da letto; si dormiva su tavolacci appoggiati su cavalletti, su cui trovavano posto materassi di pagliericcio. La promiscuità era frequente con tutti i membri della famiglia, questa strettamente patriarcale, che condividevano lo stesso tetto. Il lavoro agricolo era duro e l'alimentazione scarsa, con i contadini che potevano contare quasi esclusivamente sulla autoproduzione per le loro necessità di sussistenza. La dieta tipica consisteva in latte alla mattina, minestra di verdure a pranzo e polenta di grano o, più tardi, di mais alla sera. Raramente si poteva beneficiare di formaggio, verdura cotta, frutta e insaccati; il vino e il pane furono un lusso di cui la popolazione più povera solo eccezionalmente poteva avere disponibilità.
La scarsa alimentazione accompagnata dalle cattive condizioni igieniche fu terreno fertile perché si diffondessero epidemie e malattie legate alla povertà, come: pellagra, scarlattina, tubercolosi, scrofola, difterite.

### Evoluzione demografica
Crescita demografica degli abitanti del Vicariato della Valpolicella

Tutti i dati demografici relativi all'epoca della Serenissima ci sono giunti tramite i registri parrocchiali. Rispetto al resto del territorio veronese, la popolazione appartenente al Vicariato della Valpolicella conobbe una crescita maggiore attraverso gli anni. A titolo di esempio, nel 1358, nel distretto di San Pietro in Cariano abitava il 5,4% di tutta la popolazione veronese, mentre nel 1795 questo dato era salito al 6,7%. Le più gravi crisi demografiche furono quelle legate all'epidemia di peste del 1576 e a quella del 1630, come del resto accadde in praticamente tutta Europa. La popolazione del Vicariato valpolicellese fu divisa in tre piovadeghi, facenti capo a delle pievi; si stima che quello di san Floriano comprendesse il 52% circa dei residenti totali del Vicariato, quello di Negrar il 28% e quello di San Giorgio il restante 20%.

### Organizzazione religiosa

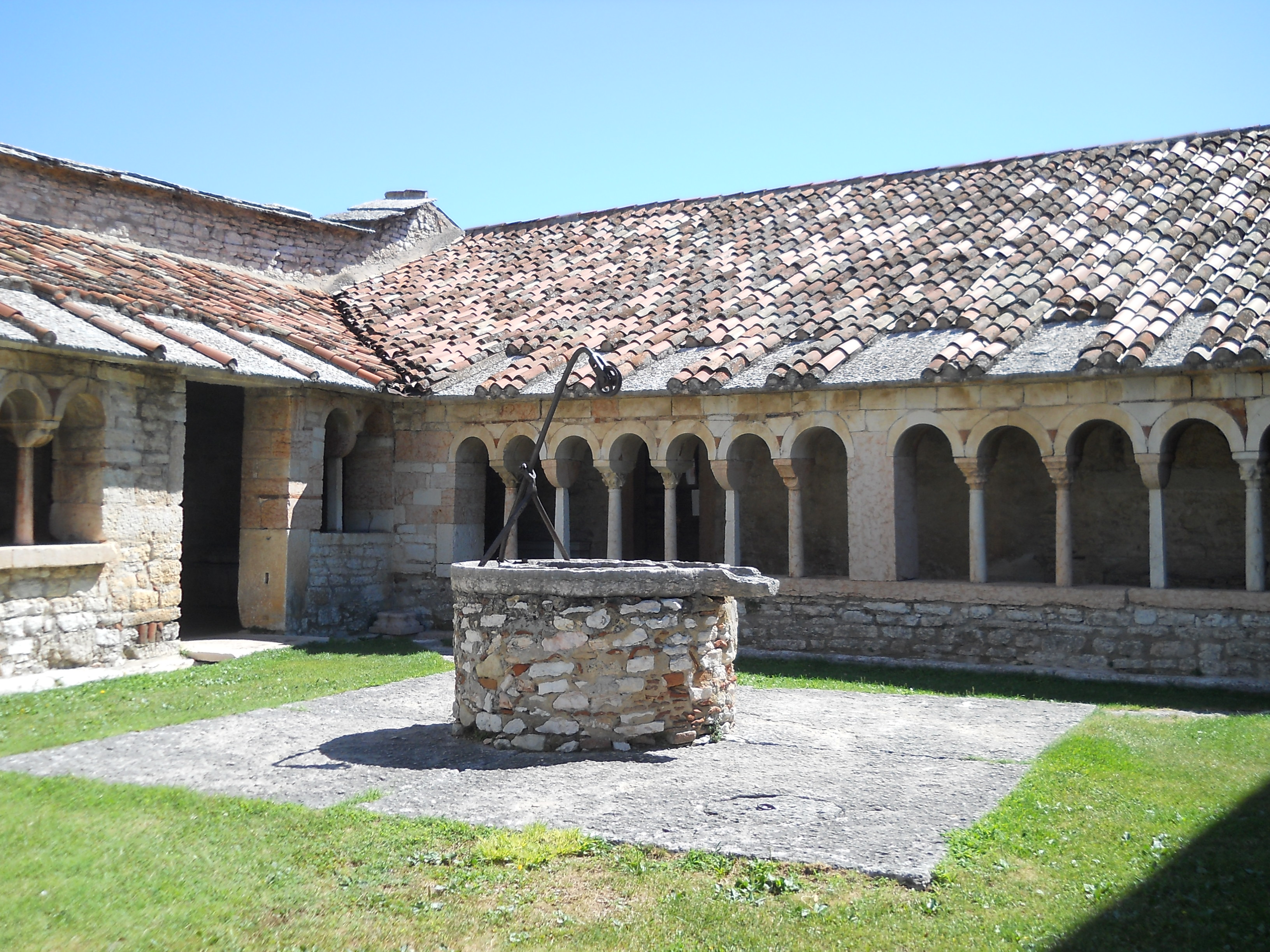
Chiostro della pieve di San Giorgio di Valpolicella, a capo di uno dei tre piovadeghi in cui era diviso il territorio del Vicariato.

Per quanto riguarda la struttura ecclesiastica, il territorio del Vicariato valpolicellese seguiva la divisione in tre piovadeghi corrispondenti alle tre pievi principali: di San Floriano, di San Giorgio e di Negrar. Le pievi erano dotate di giurisdizione sulle chiese minori a loro soggette e avevano diritto di decima sui raccolti provenienti dai territori a loro competenti.
Durante il XV secolo la chiesa veronese visse un periodo di profonda crisi morale, con un clero che faticava a imporsi come guida spirituale credibile per la popolazione. I vescovi venivano scelti tra la nobiltà e rivestivano tale compito più per il prestigio che lo accompagnava che per reale vocazione. Anche i parroci non mostravano interesse verso la cura delle anime, e sovente nemmeno risiedevano nella parrocchia a loro assegnata. Non vi era regolarità nella celebrazione di messe, nell'ufficio dei sacramenti e nel catechismo. Nel 1454 Ermolao Barbaro assunse la carica di vescovo di Verona e, resosi conto della situazione, iniziò una radicale trasformazione della diocesi. L'intervento più efficace fu l'istituzione di visite pastorali periodiche nelle parrocchie per verificare lo stato degli edifici e del clero presente, che si concludevano con suggerimenti e disposizioni volte a migliorare la condizione riscontrata.
Questa pratica venne seguita anche dai suoi successori, e in particolare da Gian Matteo Giberti. Nominato vescovo nel 1528, egli svolse un'importante azione di riqualificazione non trascurando le parrocchie del Vicariato della Valpolicella. Le numerose visite effettuate nella valle da Giberti evidenziarono come, nonostante i molti edifici religiosi qui presenti, i pochi sacerdoti attivi non fossero in grado di soddisfare le necessità spirituali della popolazione. I verbali redatti in occasione delle visite di Barbaro e Giberti sono una preziosa fonte per conoscere l'organizzazione ecclesiastica valpolicellese e ricostruire la storia dei vari edifici adibiti al culto.

## LaDomus Valli Pulicelle

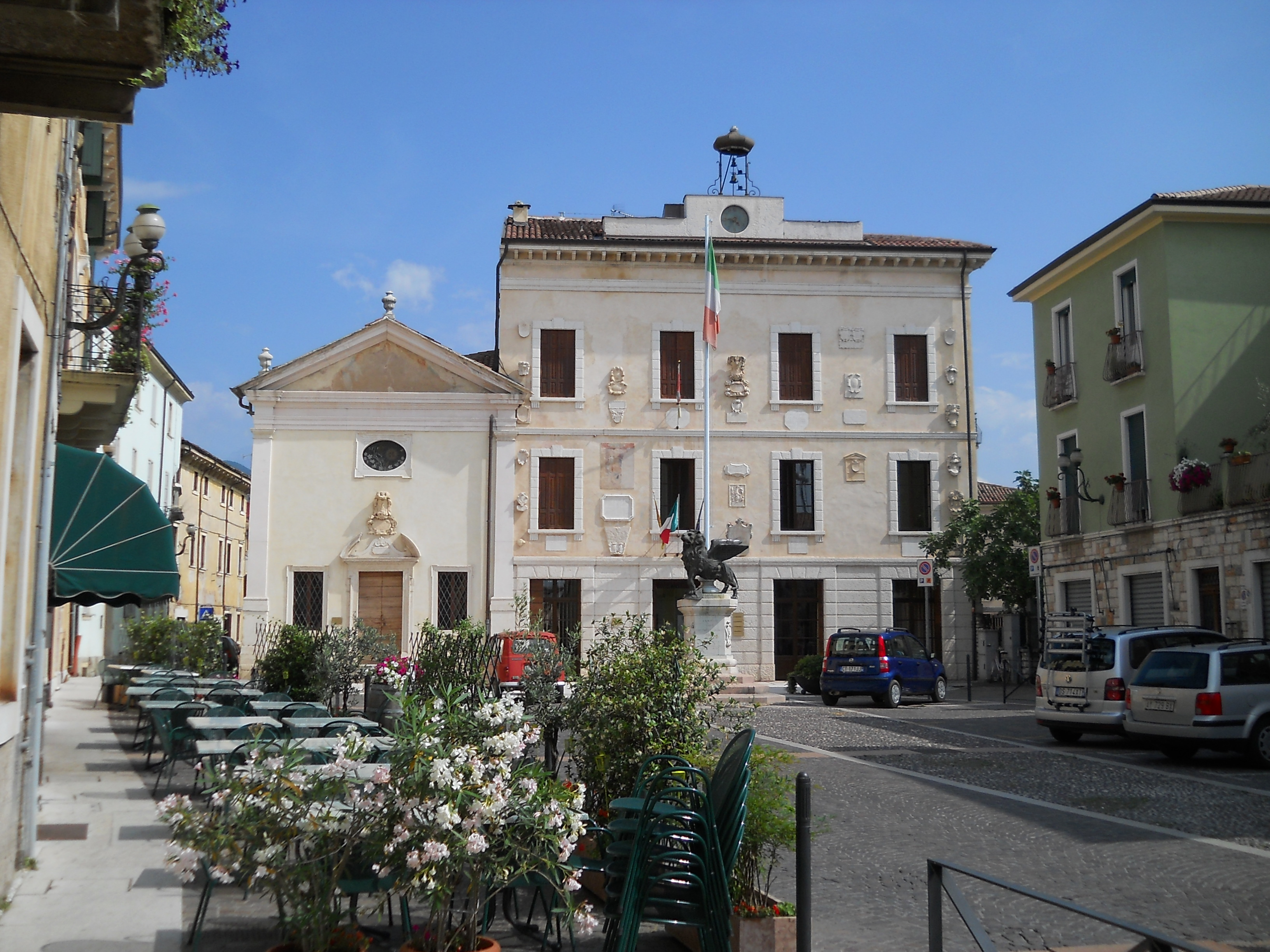
Piazza Ara della Valle a San Pietro in Cariano. L'edificio a destra era l'antica sede del Vicariato (si notino gli stemmi e le epigrafi sulla facciata). Sulla sinistra la chiesa di Santa Chiara d'Assisi.

Nei primi anni di vita del Vicariato, la sua sede non era definita con precisione. Tuttavia, almeno dal 1452, quando la carica di vicario era ricoperta da Agostino Guarino, essa fu stabilita a San Pietro in Cariano nell'attuale piazza Ara della Valle. L'edificio che la ospitava venne costruito nel XIV secolo; originalmente questo era composto da una loggia, da una grande sala e da una corte interna, e si innalzava su due piani. Sulla facciata si possono osservare non meno di trenta stemmi ed epigrafi che ricordano i Vicari più importanti, accompagnati da un affresco raffigurante una Madonna con Bambino.
In questo edificio si svolgevano tutte le attività amministrative, fiscali e giudiziarie riguardanti la sua giurisdizione. Esso rimase la sede del vicario per quattro secoli; quando il Vicariato fu abolito divenne sede del Comune fino al 1980, quando il municipio venne spostato poco distante.
All'interno si trovano diversi affreschi, tra cui una Madonna attribuita Francesco Morone e altri di epoca seicentesca. Una lapide murata nell'atrio, in cui si legge: «... La Valpolicella con i suoi 6135 voti unanimi, si unì al resto d'Italia», ricorda il plebiscito del Veneto del 1866.

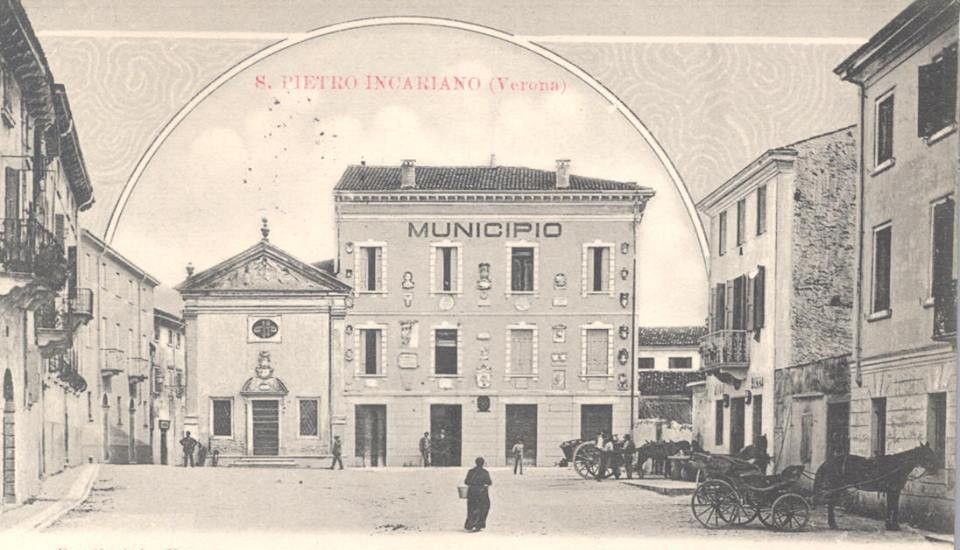
L'ex sede del Vicariato come si presentava alla fine del XIX secolo.

Accanto all'edificio si trova una piccola cappella costruita tra il 1682 e il 1687. Comunemente conosciuta come chiesa dell'Ara, fu in realtà dedicata nel 1692 a Santa Chiara d'Assisi, come si evince da una targa posta dal vicario Carlo de Verità Poeta. Il piccolo fabbricato venne realizzato su volere del Consiglio della Valle, probabilmente sui resti di un preesistente edificio medievale. Qui si tenevano le funzioni religiose per i Massari e i Sindici che si riunivano la domenica dopo la messa. All'esterno vi è un affresco attribuito a Giovanni Battista Lanceni mentre all'interno, a cui si accede attraverso un portale barocco, è conservata una pala d'altare di Alessandro Marchesini raffigurante Santa Chiara che protegge la Valpolicella.
La tradizione vuole che a fianco della Domus Vallis, precisamente alla sua sinistra, vi fossero le carceri, coerentemente al fatto che al vicario era demandato anche il compito di amministrare la giustizia e di emettere le sentenze. Tuttavia è più probabile che le celle fossero poste all'interno della stessa Domus.